# Ignachy
Ignachy – kolonia (osada) w Polsce położona w województwie opolskim, w powiecie oleskim, w gminie Rudniki.
Miejscowość należy do  sołectwia Żytniów.
W latach 1975–1998 miejscowość położona była w województwie częstochowskim.
Przed 2023 r. miejscowość była częścią wsi Żytniów.